# Lijst van afleveringen van The Suite Life of Zack and Cody
Dit is de lijst van afleveringen van de televisieserie The Suite Life of Zack & Cody / Het Hotelleven van Zack & Cody.
De datums in de kolommen "Uitzenddatum" zijn de première datums op TV voor het betreffende land.

## Overzicht
| Seizoen | Afleveringen | Uitgezonden in de Verenigde Staten | Uitgezonden in Nederland |
| ------- | ------------ | ---------------------------------- | ------------------------ |
| 1       | 26           | 2005 - 2006                        | 2008                     |
| 2       | 39           | 2006 - 2007                        | 2009 - 2010              |
| 3       | 22           | 2007 - 2008                        | 2010                     |

## Seizoen 1
| №  | Titel                           | Uitzenddatum VS   | Uitzenddatum NL   | Productiecode | korte samenvatting |
| 1  | "Hotel Hangout"                 | 18 maart 2005     | 1 juni 2008       | 102           | Zack en Cody's vrienden op school, blijken geen echte vrienden te zijn nadat ze hotel het Tipton bijna afbreken\|!\|                                                                                    |
| 2  | "The Fairest of Them All"       | 18 maart 2005     | 8 juni 2008       | 104           | In "het Titpton" is een modelwedstrijd. Cody heeft een oogje op een van de meisjes, maar Zack wil nieuwe fietsen.                                                                                       |
| 3  | "Maddie Checks In"              | 25 maart 2005     | 15 juni 2008      | 103           | Maddie doet zich voor als rijk voor de jongen waar ze verliefd op is. Uiteraard helpt de tweeling daarbij, al is dat tot groot ongenoegen van Zack al Maddie de jongen kust.                            |
| 4  | "Hotel Inspector"               | 1 april 2005      | 22 juni 2008      | 107           | Een inspecteur komt op bezoek maar dat loopt uit de hand. Als Moseby geschorst wordt, doen Zack, Cody, Estaban en Maddie er alles aan om Mosebey terug te krijgen.                                      |
| 5  | "Grounded on the 23rd Floor"    | 8 april 2005      | 29 juni 2008      | 101           | Als Zack en Cody in het Tipton komen wonen, willen ze een foto maken voor 1000 euro om de schade te betalen die ze aangericht hebben.                                                                   |
| 6  | "The Prince & The Plunger"      | 15 april 2005     | 6 juli 2008       | 106           | Carey heeft een aanbidder wie niet lijkt wie te zijn... |
| 7  | "Footloser"                     | 22 april 2005     | 13 juli 2008      | 105           | Zack en Max doen mee aan een dans wedstrijd. Zack raakt gewond en Cody moet hierdoor zijn plek innemen.                                                                                                 |
| 8  | "A Prom Story"                  | 6 mei 2005        | 27 juli 2008      | 111           | Zack heeft een oogje op Maddie maar die wil met iemand anders naar het schoolfeest. Zack denkt dat hij het is, en aan het einde, op het feest....                                                       |
| 9  | "Band in Boston"                | 20 mei 2005       | 3 augustus 2008   | 112           | De tweeling krijgen ruzie als ze een band oprichten. Ze mogen ook nergens oefenen met de band. Als de tweeling door Max wordt opgesloten, weet Arwin raad...                                            |
| 10 | "Cody Goes to Camp"             | 6 juni 2005       | 10 augustus 2008  | 113           | Zack wil niet toegeven dat hij Cody mist op kamp. Ondertussen probeert Londen auto rijden... wat erg mis gaat.                                                                                          |
| 11 | "To Catch a Thief"              | 18 juni 2005      | 17 augustus 2008  | 108           | Als de tweeling twee boeven weet in het hotel, willen ze die pakken. Met alle perikelen van dien... |
| 12 | "It's a Mad, Mad, Mad Hotel"    | 17 juli 2005      | 24 augustus 2008  | 110           | In een krantenartikel, staat dat in het Tipton een schat ligt. Zack en Cody willen die gaan zoeken. Daarbij krijgen ze natuurlijk hulp.                                                                 |
| 13 | "Poor Little Rich Girl"         | 22 juli 2005      | 31 augustus 2008  | 114           | Als mr. Tipton failliet gaat, moet London noodgedwongen arm leven en logeert bij Maddie. |
| 14 | "Cookin' With Romeo and Juliet" | 22 juli 2005      | 7 september 2008  | 115           | Todd, een jongen uit het hotel met de inspecteur waar Mosebey een oude vete mee heeft, wordt verliefd op London. Daarbij wordt het verhaal van Romeo en Julia bewaarheid. Al loopt dit veel beter af... |
| 15 | "Rumors"                        | 14 augustus 2005  | 14 september 2008 | 116           | Londen verspreidt een gerucht dat Maddie een relatie met Lance heeft. Maddie is woedend en verspreidt een gerucht over Londen vat haar publiciteit in gevaar brengt.                                    |
| 16 | "Big Hair & Baseball"           | 28 augustus 2005  | 14 september 2008 | 117           | Mosbey neemt de tweeling mee naar honkbal maar als hij een bal vangt wordt hij de meest gehate man van Boston.                                                                                          |
| 17 | "Rock Star in the House"        | 18 september 2005 | 21 september 2008 | 122           | Jesse McArtey komt in het Tipton logeren. Maddie en Londen zijn dol op hem, want hij is een beroemde ster. Dat heeft gevolgen...                                                                        |
| 18 | "Smart & Smarterer"             | 10 oktober 2005   | 28 september 2008 | 125           | Zack haalt slechte cijfers. Dan ontmoet hij Bob die Dyslexie heeft. Zack verzint dat hij ook Dyslexie heeft om geen straf van zijn moeder te krijgen.                                                   |
| 19 | "The Ghost of 613"              | 14 oktober 2005   | 5 oktober 2008    | 109           | Als Zack flauwe grapjes uithaalt, willen de anderen hem goed beetnemen met "de geest uit kamer 613". |
| 20 | "Dad's Back"                    | 26 november 2005  | 12 oktober 2008   | 119           | Omdat Carey streng is voor Zack, wil laatstgenoemde mee met zijn vader op tournee. |
| 21 | "Christmas at the Tipton"       | 10 december 2005  | 19 oktober 2008   | 123           | Het Tipton is ingesneeuwd waardoor de jongens met hun moeder en vader hun kerst moeten vieren. maar er is een vrouw die aan het bevallen is in een vastzittende lift.                                   |
| 22 | "Kisses & Basketball"           | 1 januari 2006    | 26 oktober 2008   | 120           | Nadat bij een basketbal een teamgenoot Zack kust, heeft dat gevolgen voor het team. |
| 23 | "Pilot Your Own Life"           | 6 januari 2006    | 2 november 2008   | 118           | Cody geeft raad dat je "de piloot van je eigen leven" moet zijn. Daarom willen Maddie en London meedoen met een wedstrijd. Zack en Cody helpen ze daarbij.                                              |
| 24 | "Crushed"                       | 13 januari 2006   | 9 november 2008   | 121           | Agnes is smoorverliefd op Cody. Zack helpt Cody maar hierdoor wordt Agnes verliefd op Zack. |
| 25 | "Commercial Breaks"             | 20 januari 2006   | 16 november 2008  | 126           | Tipton wel een reclame opnemen in het hotel. Maar dat gaat echter niet goed. |
| 26 | "Boston Holiday"                | 27 januari 2006   | 23 november 2008  | 124           | Prins Sanjay komt naar Boston. De jongens besluiten hem eens mee uit te nemen Met slechte gevolgen. |

## Seizoen 2
| №       | Titel                                    | Uitzenddatum VS   | Uitzenddatum NL  | Productiecode |
| (27) 1  | "Odd Couples"                            | 3 februari 2006   | 4 november 2009  | 203           |
| (28) 2  | "French 101"                             | 10 februari 2006  | 3 oktober 2009   | 201           |
| (29) 3  | "Day Care"                               | 17 februari 2006  | 5 november 2009  | 204           |
| (30) 4  | "Heck's Kitchen"                         | 24 februari 2006  | 10 november 2009 | 207           |
| (31) 5  | "Free Tippy"                             | 3 maart 2006      | 3 november 2009  | 202           |
| (32) 6  | "Forever Plaid"                          | 20 maart 2006     | 6 november 2009  | 205           |
| (33) 7  | "Election"                               | 21 maart 2006     | 9 november 2009  | 206           |
| (34) 8  | "Moseby's Big Brother"                   | 22 maart 2006     | 17 november 2009 | 212           |
| (35) 9  | "Books & Birdhouses"                     | 23 maart 2006     | 19 november 2009 | 214           |
| (36) 10 | "Not So Suite 16"                        | 24 maart 2006     | 18 november 2009 | 213           |
| (37) 11 | "Twins At The Tipton"                    | 31 maart 2006     | 20 november 2009 | 215           |
| (38) 12 | "Neither a Borrower Nor a Speller Bee"   | 14 april 2006     | 12 november 2009 | 209           |
| (39) 13 | "Bowling"                                | 28 april 2006     | 11 november 2009 | 208           |
| (40) 14 | "Kept Man"                               | 19 mei 2006       | 23 november 2009 | 216           |
| (41) 15 | "The Suite Smell of Excess"              | 2 juni 2006       | 13 november 2009 | 210           |
| (42) 16 | "Going for the Gold"                     | 10 juni 2006      | 21 december 2009 | 221           |
| (43) 17 | "Boston Tea Party"                       | 30 juni 2006      | 22 december 2009 | 222           |
| (44) 18 | "Have A Nice Trip"                       | 7 juli 2006       | 26 november 2009 | 219           |
| (45) 19 | "Ask Zack"                               | 15 juli 2006      | 24 december 2009 | 224           |
| (46) 20 | "That's So Suite Life of Hannah Montana" | 28 juli 2006      | 25 november 2009 | 218           |
| (47) 21 | "What the Hey"                           | 5 augustus 2006   | 24 november 2009 | 217           |
| (48) 22 | "A Midsummer's Nightmare"                | 11 augustus 2006  | 16 november 2009 | 211           |
| (49) 23 | "Lost In Translation"                    | 19 augustus 2006  | 23 december 2009 | 223           |
| (50) 24 | "Volley Dad"                             | 8 september 2006  | 1 januari 2010   | 227           |
| (51) 25 | "Loosely Ballroom"                       | 22 september 2006 | 25 december 2009 | 225           |
| (52) 26 | "Scary Movie"                            | 13 oktober 2006   | 1 januari 2010   | 228           |
| (53) 27 | "Ah, Wilderness"                         | 10 november 2006  | 16 januari 2010  | 230           |
| (54) 28 | "Birdman of Boston"                      | 24 november 2006  | 27 november 2009 | 220           |
| (55) 29 | "Nurse Zack"                             | 8 december 2006   | 9 januari 2010   | 229           |
| (56) 30 | "Club Twin"                              | 7 januari 2007    | 23 januari 2010  | 231           |
| (57) 31 | "Risk It All"                            | 27 januari 2007   | 13 februari 2010 | 234           |
| (58) 32 | "Nugget Of History"                      | 23 februari 2007  | 27 februari 2010 | 236           |
| (59) 33 | "Miniature Golf"                         | 2 maart 2007      | 30 januari 2010  | 232           |
| (60) 34 | "Health & Fitness"                       | 16 maart 2007     | 25 december 2009 | 226           |
| (61) 35 | "Back In The Game"                       | 4 april 2007      | 6 maart 2010     | 237           |
| (62) 36 | "The Suite Life Goes Hollywood" (1)      | 20, 21 april 2007 | 13 maart 2010    | 238           |
| (63) 37 | "The Suite Life Goes Hollywood" (2)      | 21, 22 april 2007 | 20 maart 2010    | 239           |
| (64) 38 | "I Want My Mummy"                        | 18 mei 2007       | 20 februari 2010 | 235           |
| (65) 39 | "Aptitude"                               | 2 juni 2007       | 6 februari 2010  | 233           |

## Seizoen 3
Disney XD (Nederland) gaat vanaf 10 oktober verder met seizoen 3. Disney Channel (Nederland) begon vanaf 3 september met seizoen 3.
| №       | Titel                           | Uitzenddatum VS   | Uitzenddatum NL                                                  | Productiecode |
| (66) 1  | "Graduation"                    | 23 juni 2007      | 1 mei 2010                                                       | 301           |
| (67) 2  | "Summer of Our Discontent"      | 30 juni 2007      | 2 mei 2010                                                       | 302           |
| (68) 3  | "Sink or Swim"                  | 8 juli 2007       | 9 mei 2010                                                       | 303           |
| (69) 4  | "Super Twins"                   | 13 juli 2007      | 22 mei 2010                                                      | 306           |
| (70) 5  | "Who's the Boss?"               | 22 juli 2007      | 11 mei 2010                                                      | 304           |
| (71) 6  | "Baggage"                       | 22 juli 2007      | 16 mei 2010                                                      | 305           |
| (72) 7  | "Sleepover Suite"               | 28 juli 2007      | 23 mei 2010                                                      | 307           |
| (73) 8  | "The Arwin That Came To Dinner" | 5 augustus 2007   | 29 mei 2010                                                      | 308           |
| (74) 9  | "Lip Syncin' in the Rain"       | 12 augustus 2007  | 24 november 2010                                                 | 318           |
| (75) 10 | "First Day of High School"      | 26 augustus 2007  | 6 juni 2010                                                      | 310           |
| (76) 11 | "Of Clocks and Contracts"       | 15 september 2007 | 30 mei 2010                                                      | 309           |
| (77) 12 | "Arwinstein"                    | 6 oktober 2007    | 20 juni 2010                                                     | 313           |
| (78) 13 | "Team Tipton"                   | 27 oktober 2007   | 13 juni 2010                                                     | 312           |
| (79) 14 | "Orchestra"                     | 10 november 2007  | 13 juni 2010                                                     | 311           |
| (80) 15 | "A Tale of Two Houses"          | 17 november 2007  | 10 oktober 2010                                                  | 314           |
| (81) 16 | "Tiptonline"                    | 15 december 2007  | 17 oktober 2010                                                  | 315           |
| (82) 17 | "Foiled Again"                  | 1 februari 2008   | 7 november 2010                                                  | 319           |
| (83) 18 | "Romancing The Phone"           | 19 april 2008     | 31 oktober 2010                                                  | 317           |
| (84) 19 | "Benchwarmers"                  | 19 juli 2008      | 24 oktober 2010                                                  | 316           |
| (85) 20 | "Doin' Time in Suite 2330"      | 9 augustus 2008   | 22 oktober 2010 (Disney Channel NL) 14 november 2010 (Disney XD) | 320           |
| (86) 21 | "Let us entertain you"          | 16 augustus 2008  | 21 november 2010                                                 | 322           |
| (87) 22 | "Mr. Tipton Comes to Visit"     | 1 september 2008  | 3 december 2010 (Disney Channel) 5 december 2010 (Disney XD)     | 321           |